# Bowling Green Township (comté de Pettis, Missouri)
Bowling Green Township est un ancien township, situé dans le comté de Pettis, dans le Missouri, aux États-Unis,.
Le township est baptisé en référence à Bowling Green dans le Kentucky, ville d'origine d'un des premiers pionniers.

### Source de la traduction
- (en) Cet article est partiellement ou en totalité issu de l’article de Wikipédia en anglais intitulé « Bowling Green Township, Perry County, Missouri » (voir la liste des auteurs).